# Лаклы
Лаклы (тат. Лаклы, баш. Лаҡлы) — село в Салаватском районе Республики Башкортостан, административный центр Лаклинского сельсовета.

## Географическое положение
Находится на левом берегу реки Ай, в устье реки Лаклы.
Расстояние до:
- районного центра (Малояз): 31 км,
- ближайшей ж/д станции (Мурсалимкино): 26 км.

## История
В XIX—XX веках в селе действовало медресе «Ахмадия».

## Население
| 2002 | 2009  | 2010 |
| ---- | ----- | ---- |
| 1124 | ↘1075 | ↘925 |

Жители преимущественно татары (80 %).

## Религия
В селе есть мечеть.

## Достопримечательности
- Лаклинская пещера — карстовая пещера, памятник природы (1965), обитают летучие мыши.